# Olle Nilsson (musiker)
Olle Hilding Nilsson, ursprungligen Bengt Olof Hilding Nilsson, född 26 december 1946 i Söderköpings församling, Östergötlands län, är en svensk gitarrist, sångare, kompositör och textförfattare.
Nilsson bildade 1965 i Finspång bandet 14, med vilket han medverkade på ett album och flera singlar, utgivna på skivbolaget Olga Records. I syfte att bedriva musikstudier flyttade han senare till Stockholm, där han 1970 blev medlem i bandet Vildkaktus, vilket efter några år ombildades till Ibis. Med dessa band medverkade han på totalt fyra album. År 1982 flyttade han till Norrköping för att arbeta som musiklärare. År 1988 blev han medlem i bandet Liverpool, som inspireras av eller rent av spelar John Lennons och The Beatles musik. Han blev allmänt känd när han 1994 tog hem segern i den första omgången av Sikta mot stjärnorna som John Lennon med låten "Imagine". 1995 gav han ut albumet Olle Nilsson och singeln "Lovers and Friends". Bandet Liverpool deltog i Melodifestivalen 2003 och har flera gånger uppträtt på Beatlesfestivalen i Liverpool.